# José Higinio Durán y Martel
José Higinio Durán y Martel (Lima, 12 de enero de 1760-Chepo, 22 de octubre de 1823) fue un obispo peruano que desempeñó como obispo de Panamá entre 1818 y 1823. También fue uno de los firmantes del Acta de Independencia de Panamá el 28 de noviembre de 1821.

## Biografía
Fue hijo de Lázaro Durán Martel y Rosa Alcocer, de joven tomó el hábito mercedario en el monasterio de la Merced de Lima. Obtuvo el título de doctor en Teología en la Universidad de San Marcos. Posteriormente fue protituido a Cartagena de Indias y en 1795 eventualmente se convirtió en vicario general de los Conventos de San Nicolás de Cartagena, Portobelo y Panamá.
Viajó luego a Madrid, siendo nombrado predicador del rey, pero debido a la invasión de las fuerzas napoleónicas a España en 1808, tomó el servicio militar y logró salir de Madrid en octubre de 1809. Debido a sus servicios prestados se le consideró que ocupara el cargo de obispo del istmo de Panamá en 1818.
Durante su cargo, pudo palpar el sentimiento de emancipación de la población, por lo que el obispo Higinio Durán se adhirió eventualmente a la causa popular. El 28 de noviembre de 1821, se hizo una reunión en la casa consistorial junto con José de Fábrega, gobernador del istmo y otras personas influyentes de la capital panameña. El obispo sugirió que el istmo se uniera a Perú y no a Colombia, debido a que la última nación no proporcionaría suficiente ayuda para la independencia. No obstante, el resto de los próceres no estuvo de acuerdo con la propuesta y prefirieron la unión a Colombia. El obispo si bien dio su firma en el acta, fue el único miembro de los firmantes que actuó como disidente. 
Tras la independencia del dominio español, el obispo Higinio Durán mantuvo su cargo eclesiástico hasta 1823, cuando falleció en un viaje pastoral en la localidad de Chepo.